# Akant (ornament)

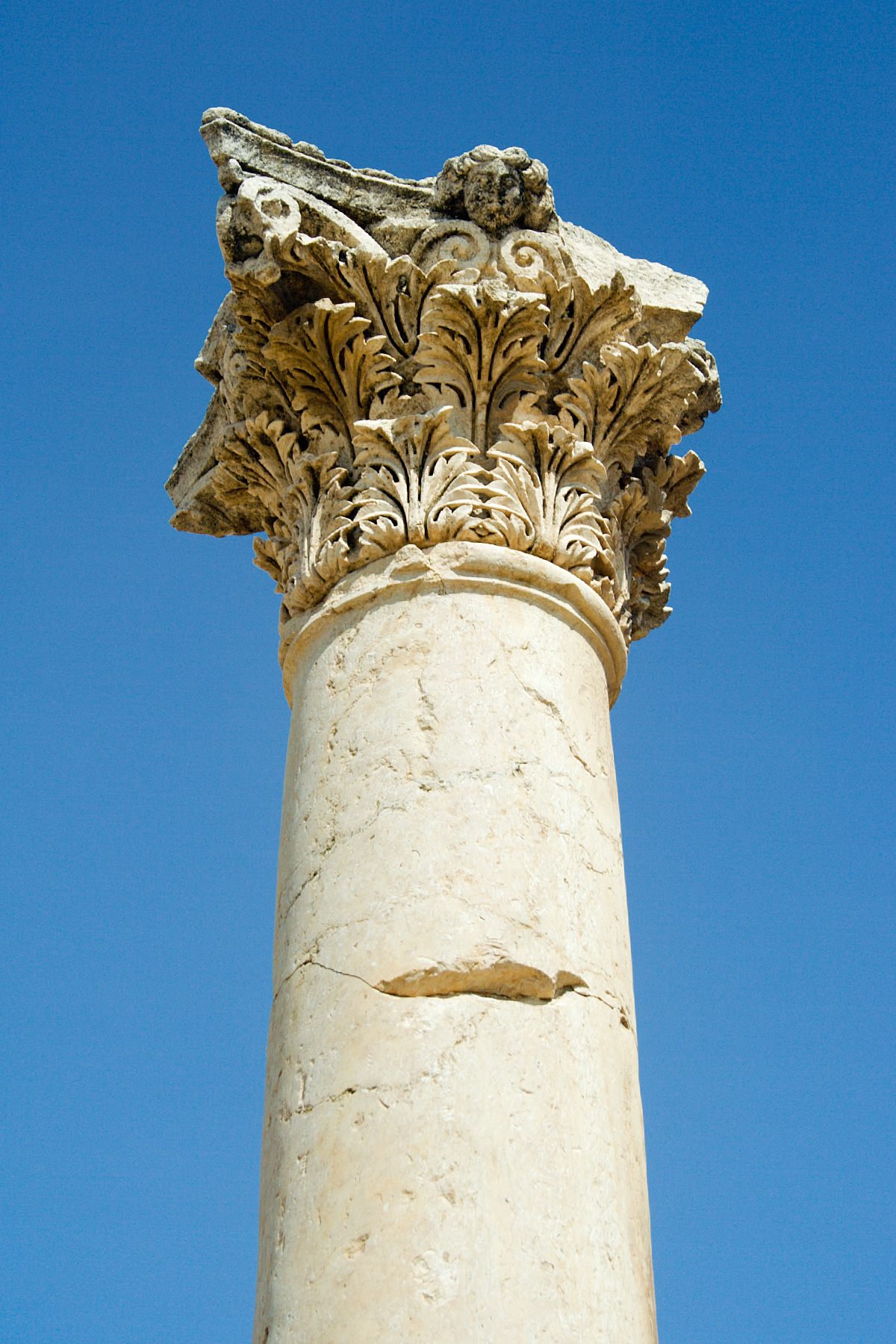
Kapitel koryncki z motywem liścia akantu

Akant – motyw zdobniczy w formie stylizowanego liścia, kwiatu i wici akantu, dziko rosnącej  rośliny śródziemnomorskiej. 
Motyw znany i stosowany od starożytności w elementach architektury – przykładem jest głowica kolumny w porządku korynckim (po raz pierwszy zastosowano taki ornament w świątyni Apollina w Bassai, okolo 420 p.n.e.) czy kompozytowym (w architekturze rzymskiej), a także w malarstwie wazowym i reliefie. W późniejszych wiekach wykorzystywany we wszystkich stylach wzorujących się na sztuce antyku.
 W okresie średniowiecza często wykorzystywany był m.in. w dekoracji włoskich rękopisów iluminowanych (XIII i XIV wiek). Jeden z najważniejszych elementów ornamentalnych w renesansie, w którym obok liścia pojawia się również forma kwiatu akantu.
 W epoce nowożytnej występują następujące formy akantu:
- akant mięsisty/bujny (acanthus mollis) – charakteryzuje się grubymi, ciężkimi liśćmi (w sztuce europejskiej od ok. 1630 r., w Europie Środkowej od poł. XVII w.)
- akant suchy (acanthus spinoza) – akant o przestylizowanych, „wysuszonych” liściach (od ok. 1700 r.), główny ornament architektury gotyckiej
- akant płomienisty – akant o płynnych, falujących formach liści (po roku 1725)[2].

Oprócz znanej z kapiteli formy liścia motyw ten przybiera jeszcze formę wici roślinnej lub rozety.
Akant może występować samodzielnie albo w połączeniu z innymi detalami dekoracji, np. w spływach wolutowych, w modylionach (liść akantu), jako element wypełniający płyciny (wić roślinna), w kasetonach (kwiat akantu), na bazach podpór, we fryzach ciągłych, na konsolach, w dekoracji akroterionów (kwiatony i wici), w ornamencie akantowo-wstęgowym w połączeniu z gładką lub karbowaną wstęgą.